# 東京王子大飯店

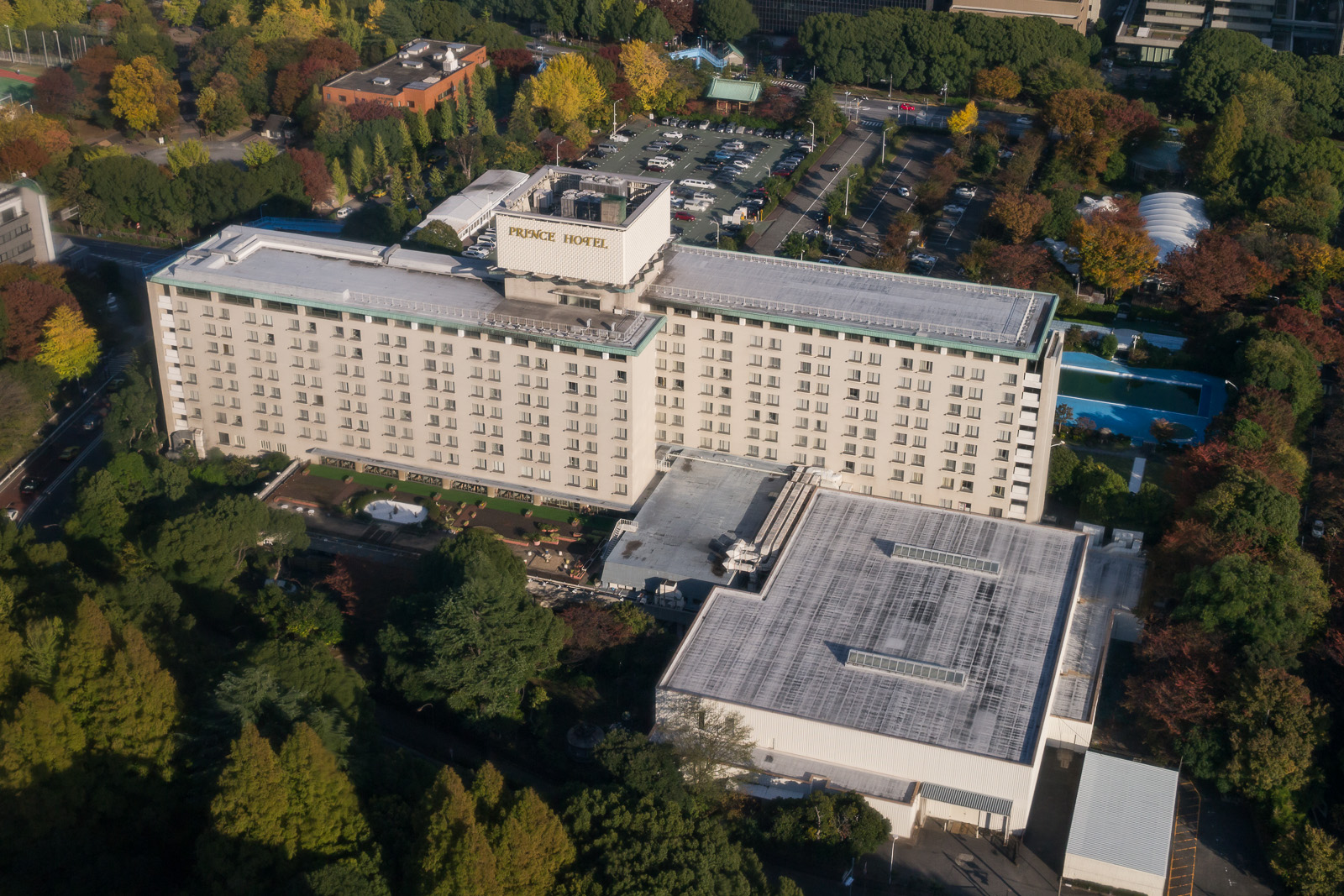
東京王子大飯店

東京王子大飯店（日语：東京プリンスホテル）是位於日本東京都港區芝公園的一座飯店，由西武控股旗下的王子大飯店運營，屬於西武集團。這家飯店開業於1964年9月1日。這座飯店和品川王子大飯店並列為王子大飯店的旗艦店。

## 外部連結
- 東京プリンスホテル （页面存档备份，存于）